# Geneviève Zarate
Geneviève Zarate est une universitaire française, spécialiste de la didactique des langues et des cultures dont les ouvrages sur les questions interculturelles font référence.

## Biographie
Agrégée ès lettres, elle a collaboré au BELC et au CREDIF (comme maître de conférences à l'École normale supérieure de Fontenay-Saint-Cloud) avant de devenir professeur des universités (émérite depuis 2015) en didactique des langues à l'Institut national des langues et civilisations orientales responsable de la filière Français langue étrangère (FLE) et du Groupe de recherche et d'échange en didactique des langues et des cultures, codirectrice de l’équipe de recherche PLIDAM (Pluralité des Langues et des Identités en Didactique : Acquisition, Médiations). Elle a été également la coordinatrice du projet Médiation culturelle et didactique des langues du Conseil de l'Europe.
Sa thèse de troisième cycle (1982) est intitulée Les connotations culturelles dans l’enseignement du FLE et sa thèse d’État (1995) La relation à l’altérité en didactique des langues - le cas du FLE.